# Soissons-sur-Nacey
Soissons-sur-Nacey is een gemeente in het Franse departement Côte-d'Or (regio Bourgogne-Franche-Comté) en telt 259 inwoners (1999). De plaats maakt deel uit van het arrondissement Dijon.

## Geografie
De oppervlakte van Soissons-sur-Nacey bedraagt 7,7 km², de bevolkingsdichtheid is 33,6 inwoners per km².
De onderstaande kaart toont de ligging van Soissons-sur-Nacey met de belangrijkste infrastructuur en aangrenzende gemeenten.

## Demografie
Onderstaande figuur toont het verloop van het inwonertal (bron: INSEE-tellingen).